# Lech Majewski
Lech Majewski (pronuncia [maˈjɛfski], ‘Ma-yev-ski’) (Katowice, 30 agosto 1953) è un regista, scrittore e pittore polacco.

## Biografia
Nato a Katowice, in Polonia, Majewski ha studiato all'Accademia di Belle Arti di Varsavia. Negli anni Settanta ha studiato alla Scuola Nazionale di Cinema a Łódź, seguendo il corso di regia di Wojciech Has. Nei primi anni Ottanta, dopo aver completato The Knight, quando fu introdotta in Polonia la legge marziale, Majewski emigrò in Inghilterra e poi negli Stati Uniti, dove abitò per la maggior parte del periodo comunista. Nel 1999 realizza il film Wojaczek, che racconta la vita del leggendario poeta maledetto Rafał Wojaczek.
Nel 2004 diresse Il giardino delle delizie, film tratto dal romanzo Metaphysics, dello stesso Majewski. La pellicola s'ispira all'omonimo dipinto di Hieronymus Bosch ed è la prima di un'ideale trilogia sull'arte, conclusasi nel 2014. 
Nel 2006, il Museum of Modern Art a New York propose una retrospettiva completa dei lavori di Majewski. Per quell'occasione, Majewski realizzò il film Glass Lips.
Nel 2012 uscì in Italia il suo nuovo lavoro I colori della passione, con Rutger Hauer, Charlotte Rampling e Michael York, ispirato al dipinto Salita al Calvario, di Pieter Bruegel il Vecchio.
Sempre nel 2012 Majewski iniziò a lavorare su Onirica - Field of Dogs, un film ispirato alla Divina Commedia di Dante, come dichiarò in un'intervista a Gherardo Vitali Rosati . Il film dedicato al poema dantesco uscì in Italia il 17 aprile 2014.
Oggi, Majewski ha la doppia cittadinanza: statunitense e polacca e viaggia spesso fra questi e altri paesi. 

## Filmografia parziale
- The Knight (Rycerz) (1980)
- Wojaczek (1999)
- Angelus (2001)
- Il giardino delle delizie (2004)
- I colori della passione (2011)
- Onirica - Field of Dogs (2014)
- Valley of the Gods (2019)